# Каарло Пентті Лінкола
Ка́арло Пе́нтті Лі́нкола (7 грудня 1932 — 5 квітня 2020) — відомий фінський енвайронменталіст, учений-еколог і письменник. Він відомий радикальними й гострими творами в стилі глибинної екології.

## Біографія
Лінкола народився 7 грудня 1932 року, в родині ректора Гельсінського Університету, в місті Гельсінкі у Фінляндії. Малим дуже багато часу проводив у материному маєтку за містом. Уже тоді зацікавився природою, твердо вирішивши присвятити їй свою долю. Закінчивши один зі столичних загальноосвітніх закладів, вступає до Гельсінського Університету, одразу на два факультети: біологічний і зоологічний. Одначе, провчившись рік, полишає навчання і з цього часу діє як вільний і незалежний дослідник природи.
К. П. Лінкола у своїх дослідженнях надавав перевагу птахам, і в 23 роки, спільно з Олаві Гільден, дебютував із першою орнітологічною книжкою «Велика книга птахів». Одначе з роками його стали хвилювати глобальніші проблеми. У 1960 році Лінкола виступає за пацифізм, опублікувавши працю «За батьківщину та людський рід», ще по деякому часі стає в сувору опозицію стосовно до сьогочасного західноєвропейського способу життя. Зокрема, щоб зберегти екологію, пропонує використовувати тільки поновлювані ресурси в природі, починаючи від продуктів харчування й закінчуючи паливом, установити у всьому світі тотальний контроль над народжуваністю, а також знищувати біологічні види, що порушують природний баланс. Такі погляди постійно натикаються на перешкоди з боку міжнародних, політичних і державних органів. Але, попри це, практично всі його твори є бестселерами у Фінляндії, а сам автор має величезну популярність у великої кількості людей.
К. П. Лінкола, перебуваючи на пенсії в поважному віці, до сьогодні суворо додержується власних ідей. Як засіб пересування використовує тільки коня, живе на березі озера, заробляє на життя риболовлею, а в будинку не має водогону й електрики.